# Нижняя Пурловка
 Нижняя Пурловка  — деревня в городском округе Серебряные Пруды Московской области.

## География
Находится в южной части Московской области на расстоянии приблизительно 2 км на юго-восток по прямой от окружного центра поселка Серебряные Пруды.

## История
Известна с 1597 года как пустошь. В 1772 это сельцо графа Шереметева из 10 дворов, позже принадлежала разным владельцам. В 1905 — 25 дворов, в 1974 — 31. В период 2006—2015 годов входила в состав Успенского сельского поселения Серебряно-Прудского района.

## Население
Постоянное население составляло 86 человек (1772), 149 (1795), 50 (1858), 149 (1885), 213 (1905), 83 (1974), 115 в 2002 году (русские 86 %), 148 в 2010.